# Oncideres magnifica
Oncideres magnifica är en skalbaggsart som beskrevs av Martins 1981. Oncideres magnifica ingår i släktet Oncideres och familjen långhorningar. Inga underarter finns listade i Catalogue of Life.